# Vivaldi, il prete rosso
Pour plus de détails, voir Fiche technique et Distribution.
Vivaldi, il prete rosso est une mini-série télévisée italienne réalisée par Liana Marabini, diffusée en 2009.

## Synopsis
Il s'agit de la vie du compositeur Antonio Vivaldi, prêtre catholique : ses relations avec le monde, l'Église, ses combats spirituels et son amour pour une femme.

### Trame détaillée
Août 1711 : Vivaldi attend sur un quai du port de Gênes un navire qui n'arrivera jamais. À bord, la femme qu'il aime, Laura Padovan, et Antonio, leur fils d'un an. On ne saura jamais ce qui est arrivé exactement, le navire ayant coulé lors d'une tempête entre l'Angleterre et l'Italie. Et le musicien n'exprime pas sa douleur, puisqu'il porte la soutane depuis huit ans déjà.

## Fiche technique
- Titre italien original : Vivaldi, il prete rosso
- Titre anglais international : Vivaldi, the red Priest
- Réalisation : Liana Marabini
- Scénario : Liana Marabini
- Photographie : Roger McDonald
- Costumes : Franca Squarciapino
- Musique : Claudio Scimone et i Solisti Veneti
- Production : Riviera Film (Sanremo), Condor Pictures (GB), Liamar Media World (Italie), Liamar Editions (Principauté de Monaco)
- Pays de production :  Italie,  Royaume-Uni,  Monaco
- Durée : 180 minutes en deux épisodes
- Première diffusion : 9 mars 2009

## Distribution
- Steven Cree : Antonio Vivaldi
- Clemency Burton-Hill : Laura Padovan
- James Jagger : Alessandro Grimani, élève de Vivaldi
- Tiffany Mulheron : Anna Grimani
- Charity Wakefield : Ludovica
- Lachlan Nieboer : Brandon Perry
- Christian McKay : Estienne Roger
- Georgia King : Vittoria
- Matthew McNulty : Philippe d'Orléans
- Matt Barber : François
- Neil McDermott : Manfredi
- Anja Kruse
- Roberto Zibetti (it)
- Sergio Leone
- Tuscia Nall Hollis
- Eric Alexander : Conte de Berkley
- Elodie Hill : Elisabeth petite